# حميمق النحل المنفرد
حميمق النحل المنفرد (الاسم العلمي: Henicopernis)، جنس من الطيور الجارحة تتبع الفصيلة البازية. ويشتمل على الأنواع التالية
- حميمق العسل الأسود (Henicopernis infuscatus)
- حميمق العسل طويل الذيل (Henicopernis longicauda):

كلا النوعين مستوطنان في غينيا الجديدة. وجدت الأبحاث الجينية أنهما مرتبطاه ارتباطًا وثيقًا بالحدأة مربعة الذيل المستوطنة في أستراليا (Lophoictinia isura) والحميمق أسود الصدر (Hamirostra melanosternon)، وكليها يشترك في حذف تزاوج القواعد- 3 من الجين RAG-1. تشكل الأنواع الأربعة الشقيقة أحادية النمط الخلوي فرع حيوي إلى جانب بازي داخل فُصيلة حميمقات النحل. لقد أُقترح أنه يمكن توحيدهم في جنس واحد، له أسبقية هاميروسترا (Hamirostra)
.